# El Haza
El Haza – jaskinia znajdująca się w zboczu wzgórza Monte Pando w pobliżu Ramales de la Victoria w hiszpańskiej Kantabrii. Stanowisko archeologiczne zawierające zabytki sztuki prehistorycznej. Odkryta została we wrześniu 1903 roku przez Hermilio Alcalde del Río i Lorenzo Sierrę.
Jaskinia położona jest na wysokości 160 m nad poziomem morza. W okresie górnego paleolitu, ze względu na bliskość łowisk i terenów łowieckich, była zamieszkana przez grupy ludzkie. Składa się z jednej galerii o szerokości 4,5 i długości 8 metrów. W jaskini znajdują się nacieki jaskiniowe w postaci stalagmitów i stalagnatów, które utworzyły się już po opuszczeniu jej przez paleolitycznych mieszkańców. Pierwotnie jaskinia była niezbyt wysoka, podłoże zostało jednak znacznie obniżone w XX wieku celem ułatwienia poruszania się. Wejście jest obecnie zabezpieczone ogrodzeniem i metalowymi drzwiami.
Na ścianach jaskini znajdują się wykonane czerwoną farbą malowidła, przedstawiające zwierzęta (jeleń, koziorożec, koń, renifer) oraz znaki abstrakcyjne. Zaliczane są one do stylu III i datowane na okres ok. 21–16,5 tys. lat BP. Znaleziska archeologiczne są ubogie, obejmują kilka kości zwierzęcych oraz narzędzia kamienne wykonane z krzemienia i kwarcytu z retuszami charakterystycznymi dla kultury solutrejskiej.